# Les Courtilles (stanice metra v Paříži)
Les Courtilles je konečná stanice pařížského metra na lince 13. Ve stanici končí severozápadní větev linky. Severovýchodní větev končí ve stanici Saint-Denis – Université. Stanice se nachází mimo území Paříže na hranicích měst Asnières-sur-Seine a Gennevilliers na křižovatce ulic Avenue de la Redoute a Boulevard Intercommunal.

## Historie
Stanice byla slavnostně otevřena 14. června 2008 jako 300. stanice pařížského metra. Je součástí nového prodlouženého úseku severozápadní větve ze stanice Gabriel Péri.
Ke stanici Asnières – Gennevilliers – Les Courtilles byla dovedena tramvajová linka T1, na kterou je od 15. listopadu 2012 možný přestup.

## Další rozvoj
Toto prodloužení byla první fáze, na kterou by měla navázat druhá fáze s podloužením linky do stanice Port de Gennevilliers. Ta je v současnosti zatím ve stádiu projektu, takže není ještě stanoven termín zprovoznění nového úseku.

## Název
V projektu měla stanice pracovní název Asnières – Gennevilliers – Le Luth, ale později byla změněna na současnou podobu. Asnières a Gennevilliers jsou města, na jejichž hranicích stanice leží. Le Luth a Les Courtilles jsou názvy čtvrtí ve městě Asnières.